# Ahorn (Baden)
Ahorn é um município da Alemanha localizado no distrito de Main-Tauber-Kreis, região administrativa de Estugarda, estado de Baden-Württemberg.